# TWS
TWS (ang. Thunderstorm Warning System) System ostrzegania przed wyładowaniami atmosferycznymi - jest to system dający informacje o zbliżającym się froncie burzowym, które otrzymywane są ze specjalnych systemów wykrywających zagrożenia piorunowe w najbliższej okolicy. Informacje z takiego systemu pozwalają na podjęcie stosownych kroków zapobiegawczych w celu ograniczenia skutków oddziaływania wyładowań atmosferycznych. Istnieją zarówno systemy dostarczające informacje  o zagrożeniach piorunowych na rozległych terenach jak i niezależne systemy o zasięgu lokalnym, które umożliwiają ostrzeganie konkretnych obiektów. 